# Championnat de Biélorussie de football 1992
Navigation
Saison suivante
La saison 1992 du Championnat de Biélorussie de football est la première édition de la première division biélorusse depuis que la république a acquis son indépendance de l'ex-URSS en août 1991. Elle regroupe 16 clubs biélorusses au sein d'une poule unique qui s'affrontent en matchs aller simple. Les clubs proviennent des différentes divisions de l'ex-URSS, avec le Dinamo Minsk comme tête de proue du nouveau championnat, puisque c'était le seul club issu de la première division soviétique.
Le Dinamo Minsk remporte ce tout premier championnat, en terminant avec un point d'avance sur le Dniepr Mahiliow.

## Clubs participants
L'intégralité des clubs participants sont issus de l'ancien championnat soviétique. Le Dinamo Minsk est l'unique équipe venant de la première division 1991 tandis que quatre autres clubs viennent de la troisième division et un du quatrième échelon. Les dix dernières équipes viennent sont quant à elles issues du championnat de l'ancienne RSS de Biélorussie, le Vedrytch Retchytsa étant même promu en tant que vainqueur de la deuxième division de ce championnat.
| Club                    | Classement 1991 (ère soviétique) | Stade                 | Capacité théorique |
| ----------------------- | -------------------------------- | --------------------- | ------------------ |
| Dinamo Minsk            | 8                                | Stade Dinamo          | 50 050             |
| Dniepr Mahiliow         | 12 (D3, Ouest)                   | Stade Spartak         | 12 000             |
| Dinamo Brest            | 16 (D3, Ouest)                   | Stade Dinamo          | 10 500             |
| KIM Vitebsk             | 20 (D3, Ouest)                   | Stade Dinamo          | 5 500              |
| Khimik Hrodna           | 22 (D3, Ouest)                   | Stade Krasnoïé Znamia | 14 000             |
| Homselmach Homiel       | 16 (D4, zone 6)                  | Stade Homselmach      | 5 000              |
| Metalourg Maladetchna   | 1 (RSSB, D1)                     | Stade Metalourg       | 5 600              |
| Torpedo Mahiliow        | 2 (RSSB, D1)                     | Stade Torpedo         | 4 000              |
| SKB-Lokomotiv Vitebsk   | 3 (RSSB, D1)                     | Stade Dinamo          | 5 500              |
| Torpedo Minsk           | 4 (RSSB, D1)                     | Stade Torpedo         | 5 000              |
| Chakhtior Salihorsk     | 5 (RSSB, D1)                     | Stade Chakhtior       | 5 000              |
| Stroïtel Staryïa Darohi | 6 (RSSB, D1)                     | Stade Stroïtel        | 3 500              |
| Traktor Babrouïsk       | 9 (RSSB, D1)                     | Stade Spartak         | 5 000              |
| Belaz Jodzina           | 10 (RSSB, D1)                    | Stade Torpedo         | 5 500              |
| Obouvchtchik Lida       | 11 (RSSB, D1)                    | Stade municipal       | 3 500              |
| Vedrytch Retchytsa      | 1 (RSSB, D2)                     | Stade Retchytsadrev   | 4 000              |

## Compétition
Le barème de points servant à établir le classement se décompose ainsi :
- Victoire : 2 points
- Match nul : 1 point
- Défaite : 0 point

### Classement
| Rang | Équipe                  | Pts | J  | G  | N | P  | Bp | Bc | Diff |
| ---- | ----------------------- | --- | -- | -- | - | -- | -- | -- | ---- |
| 1    | Dinamo Minsk C          | 25  | 15 | 11 | 3 | 1  | 38 | 7  | +31  |
| 2    | Dniepr Mahiliow         | 24  | 15 | 11 | 2 | 2  | 28 | 4  | +24  |
| 3    | Dinamo Brest            | 19  | 15 | 8  | 3 | 4  | 21 | 10 | +11  |
| 4    | Traktor Babrouïsk       | 19  | 15 | 8  | 3 | 4  | 13 | 10 | +3   |
| 5    | Khimik Hrodna           | 18  | 15 | 9  | 0 | 6  | 21 | 17 | +4   |
| 6    | KIM Vitebsk             | 17  | 15 | 7  | 3 | 5  | 21 | 14 | +7   |
| 7    | Torpedo Mahiliow        | 16  | 15 | 4  | 8 | 3  | 16 | 14 | +2   |
| 8    | Vedrytch Retchytsa      | 15  | 15 | 6  | 3 | 6  | 17 | 19 | -2   |
| 9    | Metalourg Maladetchna   | 15  | 15 | 5  | 5 | 5  | 11 | 12 | -1   |
| 10   | Torpedo Minsk           | 13  | 15 | 5  | 3 | 7  | 15 | 17 | -2   |
| 11   | Chakhtior Salihorsk     | 13  | 15 | 5  | 3 | 7  | 15 | 17 | -2   |
| 12   | Obouvchtchik Lida       | 11  | 15 | 4  | 3 | 8  | 13 | 18 | -5   |
| 13   | Belaz Jodzina           | 10  | 15 | 5  | 0 | 10 | 13 | 31 | -18  |
| 14   | Stroïtel Staryïa Darohi | 10  | 15 | 4  | 2 | 9  | 14 | 22 | -8   |
| 15   | SKB-Lokomotiv Vitebsk   | 10  | 15 | 4  | 2 | 9  | 16 | 28 | -12  |
| 16   | Homselmach Homiel       | 5   | 15 | 1  | 3 | 11 | 5  | 37 | -32  |

|  | Champion de Biélorussie 1992 |